# 썬더일레븐 GO
이나즈마 일레븐 GO(일본어: イナズマイレブンGO 이나즈마이레분 GO[*])은 LEVEL-5가 제작한 닌텐도 3DS용 축구 롤플레잉 비디오 게임 이나즈마 일레븐 GO를 원작으로 한 애니메이션이다. 2011년 5월 4일부터 2014년 3월 19일까지 방송되었으며, 한국에서는 2012년 2월 13일에 투니버스에서 썬더 일레븐 GO라는 제목으로 한국어 더빙판 방영을 시작했다.

## 개요
이나즈마 일레븐 시리즈의 후속편이지만, 스토리상으로는 완전 신작이다. 전작의 10년 후의 이야기가 진행되며, 새로운 주인공인 마츠카제 텐마가 나온다. 또한 전작의 주인공이었던 엔도 마모루는 축구부의 감독으로 등장한다.

## 줄거리

### 피프스 섹터 편
엔도 마모루가 이끌던 라이몬 일레븐과 함께, 예전에 적이나 라이벌이었던 선수들이 모여서 결성됐던 소년축구 일본대표티메 이나즈마 재팬. 그들은 풋볼 프런티어 인터내셔널(FFI)에 출전하여 각국의 강팀들과의 격돌을 벌여, 드디어 세계의 정점에 섰다. 그 눈부신 영광으로부터 10년 후...
이나즈마 재팬이 FFI 세계제패를 한 후의 효과로 일본에서의 축구의 인기와 지위가 크게 상승했으며, 이나즈마 재팬에 많은 선수들을 배출한 라이몬 중학교는 축구 명문 학교가 되어있었다. 그러나 축구의 인기와 지위가 올라간 반면, 축구의 강함이 그 학교의 사회적 평가로까지 이어지는 결과도 낳게 되었다. 그런 축구계에 수수께끼의 조직 「피프스 섹터」가 등장해 '모든 학교에 공평한 질서가 돌아가기 위해' 전국의 축구를 관리해나가기 시작하고, 중학교는 피프스 섹터의 지시대로 시합을 해야만 했다.
라이몬 중학교로의 입학을 앞두고 기대감에 가슴이 한껏 부풀어올라서 축구부에 들어가기 위해 라이몬 중학교 안을 여기저기 돌아다니던 새로운 주인공 '마츠카제 텐마'는 라이몬 중학교 축구부 고문 교사인 '오토나시 하루나' 와 만나 축구부 훈련을 구경하러 간다. 그러나 경기장에 도착한 텐마와 하루나의 눈에 들어온 것은 단 1명의 선수에 의해 완전히 당해버린 라이몬 축구부원들의 모습이었다.
그 선수는 '피프스 섹터'에서 보내진 자객(시드) '츠루기 쿄스케'. 라이몬중 축구부를 폐부하겠다는 츠루기의 말에, 비록 축구는 서투르지만 뜨겁고도 큰 열정을 마음 속에 품은 텐마는 츠루기와 1:1 축구배틀을 하게 되는데...
소년들이여... 지금 축구를 되찾을 혁명의 바람을 일으켜라!

### 크로노 스톤 편
텐마는 고엔지에게 요청받아 축구의 즐거움을 아이들에게 가르쳐주고 오키나와에서 일시 돌아왔다. 그리고 라이몬에 돌아 오자 축구동으로 조속히 향하지만, 축구 부원이 전혀 눈에 띄지 않는다. 의심스럽게 생각한 텐마는 그곳을 우연히 지나가던 신도에게 이야기를 듣고, 돌아온 것은 " 축구부 라는 건 원래 이 학교에 없었다"는 충격적인 말이었다.
그 후 다른 부원들을 찾을 수 있지만, 현재 축구의 추억도 텐마에 대한 기억도 모두 잃어 버렸으며, 또한 텐마가 무소속이라고 믿고 자신의 동아리에 영입해 오려 한다. 혼란한 텐마의 앞에 한 명의 이상한 외모의 소년이 나타나 텐마에게 선포한다. "너에서 축구를 삭제 한다"고.
축구를 지키기 위해 ... 텐마의 시공을 넘은 싸움이 시작된다.

### 새로운 시련(갤럭시) 편
Part 1세계 편
소년 축구의 세계 대회 ' 축구 프런티어 인터내셔널 비전 투 " (FFIV2) 라는 이름의 대회가 개최 결정 . 마츠카제 텐마 일행은 「신생 이나즈마 재팬」으로서 드디어 세계로 웅비하게 되었다.
그 대표 선수 선발 을 하기 전에 마음을 뛰게 텐마이었지만, 이나즈마 재팬에 선출 된 이들은 많은 무명의 선수들. 게다가 그들은 모두 축구가 처음인 초보자였다....
마츠카제 텐마, 츠루기 쿄스케, 신도 타쿠토 .... 그리고 마타타기 하야토 등의 새로운 부원을 갖춘 사상 최악의 이나즈마 재팬이라고 평가한 수수께끼의 신생 이나즈마 재팬의 도전이 시작되었다....
처음에는 아마추어 집단 들이 팀 에 익숙해 않은 채, 고전을 강요 당하고 있었지만, 경기마다 부원의 수수께끼가 풀리자 축구의 훌륭함을 깨닫기 시작한 일행. 격전 끝에 멋진 이나즈마 재팬은 아시아 지역 예선 결승전에서 우승을 차지한 것이었다....
Part 2우주 편
하지만 그런 그들을 기다리고 있던 것은 대회에 숨겨진 충격적인 사실. 경기장 상공 에 정체 불명의 우주선이 나타나고 텐마 일행 앞에 새로운 자객이 온다.
자신을 외계인이라 자칭한 자객인 비트웨이 오즈록은 은하 연방 의회에서 파견 된 지구에서 18 만 8000 광년의 은하에서 열리는 행성 간 축구 대회, 그랜드 셀레스 갤럭시 본선에 지구 대표로 진출 했다고 텐마 일행에게 말한다. 지면 지구 멸망 말해지는 그 축구 대회 야말로 FFIV2의 정체이며, 그들은 이미 외계인 과 축구를 하고 있던 것이다.
그랜드 셀레스 갤럭시에서 우승 하고 지구를 지키려는 팀의 결의 하에 18 만 8000 광년의 우주로 여행을 떠난 텐마 일행. 그래서 텐마가 보았던 것은 이미 멸망했을 어느 행성에 있던 한 명의 공주의 모습이었다 ....
그녀가 말하는 「 은하를 지키는 방법」 이란 .... 지구 대표 "어스 일레븐"으로 더욱 수수께끼인 텐마 일행의 투쟁이 지금 시작된다 ....

## 등장인물
이전작인 이나즈마 일레븐에서부터 계속 또는 함께 등장한 대표적 캐릭터는 다음과 같다.
- 엔도 마모루 - 라이몬 중학교 축구부 감독, 갓 에덴 조사팀의 일원
- 키노 아키 - 텐마의 친척이자 코가라시소의 관리인, 가을하늘 챌린져즈 감독
- 오토나시 하루나 - 라이몬 중학교 축구부 고문
- 엔도 나츠미[1] - 주부
- 쿠도 후유카 - <이나즈마일레븐GO 샤인>병원 간호사, <이나즈마일레븐GO 다크>주부
- 쿠도 미치야 - 엔도 이전의 라이몬 중학교 축구부 감독, 레지스탕스 일원
- 후유카이 스구루 - 라이몬 중학교 교장
- 메가네 카케루 - 레지스탕스 일원(추정), 메가네 해커즈 리더
- 키도 유우토 - 제국학원 총수이자 축구부 감독, 레지스탕스 일원, 라이몬 중학교 코치
- 사쿠마 지로 - 제국학원 축구부 코치, 레지스탕스 일원
- 히비키 세이고우 - 레지스탕스 주도자
- 라이몬 소이치로 - 킨잔 이전의 라이몬 중학교 이사장, 레지스탕스 일원
- 히라이 신조 - 후유카이 이전의 라이몬 중학교 교장, 레지스탕스 일원
- 코구레 유야 - 코가라시소의 주민, 가을하늘 챌린져즈 주장
- 키라 히토미코 - 햇님원 원장
- 후부키 시로 - 하쿠렌 중학교의 前 코치, 갓 에덴 조사팀의 일원
- 아후로 테루미 - 키도카와 세이슈 중학교의 감독
- 소메오카 류고 - 이탈리아 프로 리그의 선수
- 고엔지 슈야 - 현재 이시드 슈지로 축구를 관리, 세이도우잔 중학교 축구부 감독
- 우츠노미아 토라마루 - 이시드 슈지의 오른팔
- 타치무카이 유우키 - 현재 일본 프로 리그의 선수
- 토비타카 세이야 - 라면집 운영중
- 사기누마 오사무 - 세이도우잔 중학교 축구부 코치
- 미도리카와 류지 - 키야마 히로토의 비서
- 키야마 히로토 - IT계열 회사의 사장
- 카제마루 이치로타 - 현재 일본 프로 리그 선수, 갓 에덴 조사팀의 일원
- 카베야마 헤이고로 - 현재 일본 프로 리그 선수, 갓 에덴 조사팀의 일원
- 후도 아키오 - 현재 유럽 프로 리그 선수, 갓 에덴 조사팀의 일원
- 한다 신이치 - 이나즈마 KFC의 감독

그리고 신작인 이나즈마 일레븐 GO에서부터 새롭게 등장한 대표적 캐릭터는 다음과 같다.
- 마츠카제 텐마 - 1학년. 주인공. 포지션은 MF.
- 신도 타쿠토 - 2학년. 축구부 주장. 포지션은 MF.
- 츠루기 쿄스케 - 1학년. 前 시드. 포지션은 FW.
- 키리노 란마루 - 2학년. 신도의 소꿉친구. 포지션은 DF
- 카리야 마사키 - 1학년. 전학생. 포지션은 DF.
- 카게야마 히카루 - 1학년. 전학생. (성에서 눈치챘겠지만)제국학원의 前 총수인 카게야마 레이지가 삼촌. 포지션은 FW.
- 산고쿠 타이치 - 3학년. 포지션은 GK.
- 니시조노 신스케 - 1학년. 포지션은 DF.37화에서 산고쿠의 권유로 GK로 교체
- 하야미 츠루마사 - 2학년. 포지션은 MF.
- 하마노 카이지 - 2학년. 포지션은 MF.
- 쿠라마 노리히토 - 2학년. 포지션은 FW.
- 쿠루마다 고이치 - 3학년. 포지션은 DF.
- 아마기 다이치 - 3학년. 포지션은 DF.
- 소라노 아오이 - 매니저
- 세토 미도리 - 매니저
- 야마나 아카네 - 매니저
- 아오야마 슌스케 - 2학년. 포지션은 MF.

- 니시키 료마 - 2학년. 포지션은 MF.(원래는 FW였지만 스승의 권유로 MF로 바꿨다.)

신작 캐릭터 중에 마츠카제 텐마와 하루토 레이의사촌 여동생인소라노 아오이는 <이나즈마일레븐3:세계로의도전!-디 오우거>의 에필로그 부분에도 출연한 바가 있다.

## 주제곡

#### 오프닝
제1기
1기 1번째 OP (1화~18화) 하늘까지 닿아랏! (天まで届けっ！)
노래 - T-Pistonz+KMC
- 본 오프닝은 7화에서 엔도가 등장함으로 인해 8화부터 오프닝이 다소 변경되었다.

1기 2번째 OP (19화~33화) 하면 될 수 있어, 칠색알! (成せば成るのさ 七色卵!)
노래 - T-Pistonz+KMC
- 본 오프닝은 신입부원들이 더 들어올 것임을 고려해 24화에서 오프닝이 다소 변경되었다.

1기 3번째 OP (34화~47화) 안녕! 샤이닝 데이 (おはよう!シャイニング・デイ)
노래 - T-Pistonz+KMC
- 본 오프닝은 게임 「이나즈마 일레븐 GO 샤인」의 오프닝 테마이기도 하다.

1기 4번째 OP (46화~47화) 치고 부수자! (打ち砕ーくっ!)
노래 - T-Pistonz+KMC
- 본 오프닝은 게임 「이나즈마 일레븐 GO 다크」의 오프닝 테마이기도 하다.

제2기
2기 1-A번째 OP (1화~18화 홀수번째) 정열로 가슴 벅차! (情熱で胸アツ!)
노래 - T-Pistonz+KMC
2기 1-B번째 OP (1화~18화 짝수번째) 감동공유! (感動共有！)
노래 - T-Pistonz+KMC
2기 2번째 OP (19화~35화) 초심을 KEEP ON! (初心をKEEP ON!)
노래 - T-Pistonz+KMC
2기 3번째 OP (36화~51화) 뇌명! 블루 트레인 (ライメイ！ブルートレイン)
노래 - T-Pistonz+KMC
- 본 오프닝은 게임 「이나즈마 일레븐 GO 2 크로노 스톤 뇌명」의 오프닝 테마이기도 하다.

2기 4번째 OP (게임 ONLY) 열풍! 파이어 버드 2호 (ネップウ！ファイヤバード2号)
노래 - T-Pistonz+KMC
- 본 오프닝은 게임 「이나즈마 일레븐 GO 2 크로노 스톤 열풍」의 오프닝 테마이기도 하다.

제3기
3기 1번째 OP (1화~17화) 제대로 이겨 보자! (ガチで勝とうぜッ！)
노래 - T-Pistonz+KMC
3기 2번째 OP (18화~32화) 지구를 돌려라! (地球を回せっ！)
노래 - T-Pistonz+KMC
3기 3번째 OP (33화~43화) 슈퍼 노바! (スパノバ！)
노래 - T-Pistonz+KMC
- 본 오프닝은 게임 「이나즈마 일레븐 GO 3 갤럭시 슈퍼노바」의 오프닝 테마이기도 하다.

3기 4번째 OP (게임 ONLY) BIGBANG!
노래 - T-Pistonz+KMC
- 본 오프닝은 게임 「이나즈마 일레븐 GO 3 갤럭시 빅뱅」의 오프닝 테마이기도 하다.

### 엔딩
제1기
1기 1번째 ED (1화~18화) 역시 청춘 (やっぱ青春)
노래 - 소라노 아오이 (CV.기타하라 사야카)
1기 2번째 ED (19화~33화) 꽤나 순정 (かなり純情)
노래 - 소라노 아오이 (CV.기타하라 사야카)
1기 3번째 ED (34화~47화) 터트려-YO!! (HAJIKE-YO!!)
노래 - 소라노 아오이 (CV.기타하라 사야카)
- 본 엔딩곡은 게임 「이나즈마 일레븐 GO 샤인」의 엔딩 테마이기도 하다.

1기 4번째 ED (게임 ONLY) 애정·정열·열풍 (愛情・情熱・熱風)
노래 - 소라노 아오이 (CV.기타하라 사야카)
- 본 엔딩곡은 게임 「이나즈마 일레븐 GO 다크」의 엔딩 테마이기도 하다.

제2기
2기 1번째 ED (1화~18화) 여름이 다가오네 (夏がやってくる)
노래 - 소라노 아오이 (CV:기타하라 사야카)
2기 2번째 ED (19화~35화) 손을 잡자 (手をつなごう)
노래 - 마츠카제 텐마 (CV:테라사키 유카), 츠루기 쿄우스케 (CV:오오하라 타카시), 소라노 아오이 (CV:기타하라 사야카)
2기 3-A번째 ED (36~50화) 우리들의 성 (僕たちの城)
노래 - 마츠카제 텐마 (CV:테라사키 유카), 츠루기 쿄우스케 (CV:오오하라 타카시), 신도 타쿠토 (CV:사이가 미츠키), 니시조노 신스케 (CV:토마츠 하루카), 키리노 란마루 (CV:코바야시 유우)
- 본 엔딩곡은 게임 「이나즈마 일레븐 GO 2 크로노 스톤 뇌명」의 엔딩 테마이기도 하다.

2기 3-B번째 ED (40, 42, 47, 51화) 청춘오뎅 ~채색 버전~ (青春おでん ~彩りバージョン~)
노래 - 소라노 아오이 (CV:기타하라 사야카), 세토 미도리 (CV: 미나), 야마나 아카네 (CV:유린), 나노바나 키나코 (CV:유우키 아오이)
- 본 엔딩곡은 게임 「이나즈마 일레븐 GO 2 크로노 스톤 열풍」의 엔딩 테마이기도 하다.

제3기
3기 1번째 ED (1화~17화) 내맘대로 신데렐라 (勝手にシンデレラ)
노래 - 소라노 아오이 (CV: 키타하라 사야카), 모리무라 코노하 (CV: 유우키 아오이)
3기 2번째 ED (18화~32화) 패션☆우주전사 (ファッション☆宇宙戦士)
노래 - 소라노 아오이 (CV: 키타하라 사야카), 미즈카와 미노리 (CV: 타카가키 아야히)
3기 3-A번째 ED (게임 ONLY) 사랑의 제전에 어서오세요 (恋の祭典にようこそ)
노래 - COLORS(코바야시 유우, 키타하라 사야카)
- 본 엔딩곡은 게임 「이나즈마 일레븐 GO 3 갤럭시 Big Bang」의 엔딩 테마이기도 하다.

3기 3-B번째 ED (33화~42화) 폭풍ㆍ회오리ㆍ허리케인 (嵐・竜巻・ハリケーン)
노래 - COLORS(코바야시 유우, 키타하라 사야카)
- 본 엔딩곡은 게임 「이나즈마 일레븐 GO 3 갤럭시 Super Nova」의 엔딩 테마이기도 하다.

3기 4번째 ED (43화) 정말 고마워! (本当にありがとう)
노래 - 엔도 마모루 (CV: 타케우치 준코), 마츠카제 텐마 (CV: 테라사키 유카)

## 기타
2011년 6월, 레벨파이브 측에서 이나즈마 일레븐 GO에서 등장할 옛 이나즈마 일레븐의 등장인물들의 모습이 등장해서 화제가 됐지만, 그 이미지는 곧장 불법 유포라는 사실이 알려졌다. 그러나 이미 2ch 같은 일본 사이트, 트위터, 최근에는 한국에서까지 해당 이미지가 퍼지자, 히노 아키히로 사장은 이번 유출 사건의 처벌만큼은 엄중하게 해놓겠다고 하여 큰 문제가 되고 있다.